# 舍伍德 (英國國會選區)

選區在諾丁漢郡的位置

蓋德靈（英語：Sherwood），英國國會一郡選區，位於諾丁漢郡中部、，包括蓋德靈北部和紐瓦克-舍伍德西部。
本區始設於1983年。在2010年大選中保守黨的馬克·斯賓塞以39.2%選票、214票之差擊敗工黨的候選人，為保守黨奪回失去十八年的議席。